# Phedra de Córdoba
Phedra D. Córdoba (Havana, 26 de maio de 1938 — São Paulo, 9 de abril de 2016) foi uma atriz cubana.
Na infância, chamava-se Rodolfo Felipe. Entrou para uma companhia de dança na adolescência, Cavalcata, formando uma dupla com a bailarina Lupi Sevilha. Participou de uma turnê da companhia pela Argentina em 1958, e então conheceu Walter Pinto, que a convidou a desistir de voltar para Cuba e ficar no Rio de Janeiro. Abandonou definitivamente o nome e a identidade masculinas aos 21 anos de idade.
Assumindo o nome artístico de Phedra de Córdoba, trabalhou no espetáculo de travestis Les Girls. Atuou como vedete ao lado de Costinha. Em 2003, entrou para a companhia de teatro Os Satyros.
Em 2015 estrelou Phedra por Phedra, um espetáculo em formato de cabaré baseado na sua trajetória pessoal e artística dirigido por Robson Catalunha. No mesmo ano foi lançado o documentário Cuba Libre, dirigido por Evaldo Mocarzel. O filme mostrou o retorno de Phedra a Cuba, 53 anos depois, e a luta contra a transfobia e homofobia no país.
Morreu em decorrência de um câncer, no dia 9 de abril de 2016.

Em 8 de julho de 2019, estreou no Espaço do Satyros em São Paulo o espetáculo "Entrevista com Phedra", primeira peça escrita pelo dramaturgo, jornalista e crítico Miguel Arcanjo Prado e dirigida por Juan Manuel Tellategui e Robson Catalunha. O espetáculo mostra o autor, interpretado pelo ator Raphael Garcia, entrevistando Phedra em seu apartamento na praça Roosevelt, interpretada pela atriz Márcia Dailyn.